# Cinerama

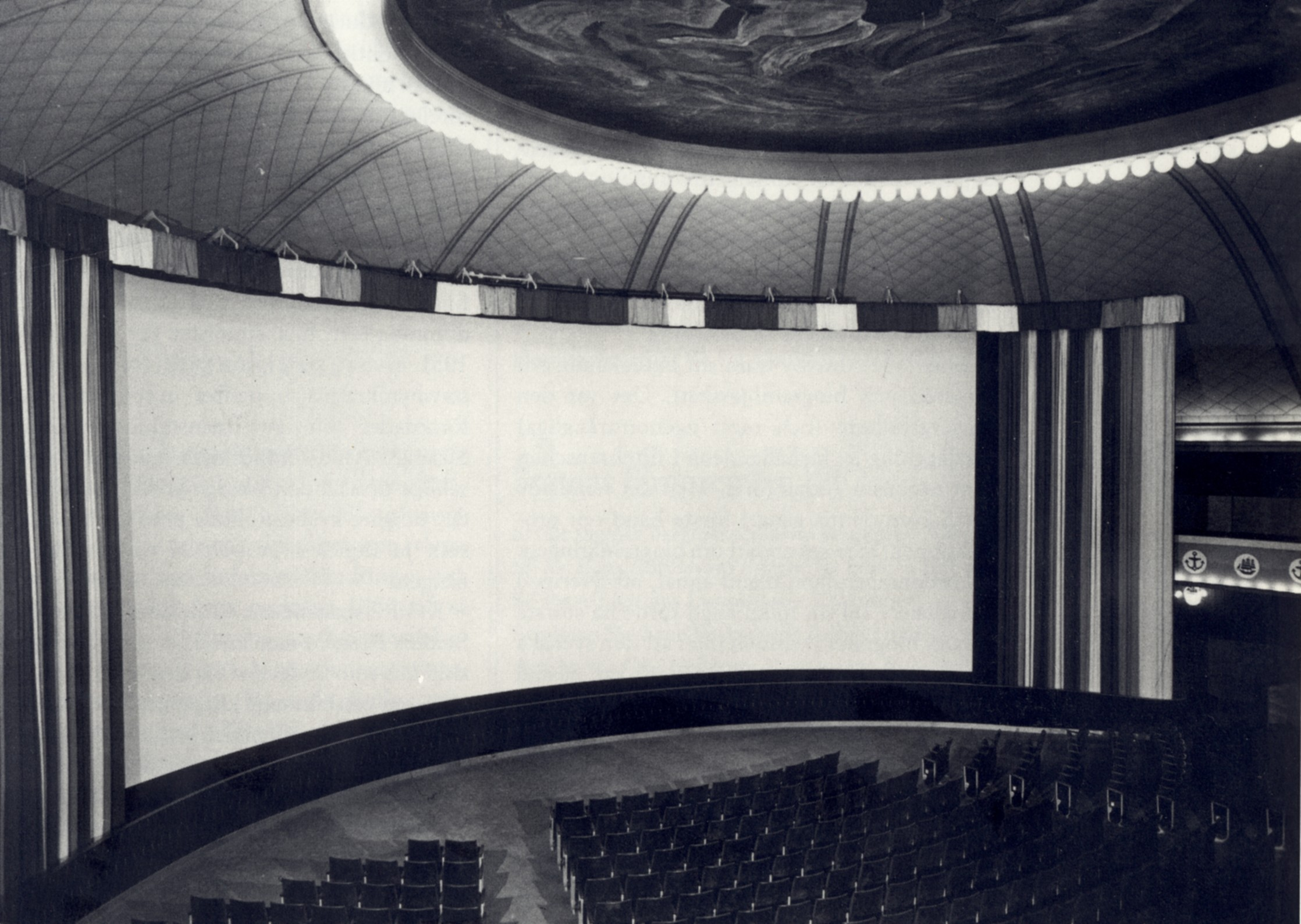
Vinterpalatsets enorma cinerama-duk 1958

Cinerama eller 2,60:1 var ett bildformat för biograffilmer utvecklat av Fred Waller 1952, där en kamera filmade tre separata 35 mm negativ i bredd simultant för att erhålla en komplett bild med bredd mot höjdförhållandet 2,60:1, alltså nästan tre gånger så bred som hög. Filmen projiceras på biografduk med tre separata 35 mm projektorer, synkroniserade tillsammans med ytterligare en maskin för uppspelning av 7-kanaligt surroundljud (5 kanaler bakom duken, 2 i salongen) från magnetspår på 35 mm "film" med ett system kallat "Interlock". Formatet används inte vid inspelning längre, dock kan fyra biografer i USA och England fortfarande visa systemet. Ett snarlikt system var Cinemiracle, där tre ihopbyggda kameror filmade samtidigt. I det systemet användes speglar för vänster och höger bild, både vid inspelning och vid projicering. Endast en film, Windjammer, spelades in i Cinemiracle.
Cinerama var ett dyrt format att filma i, vilket gjorde att det sedan istället kom att filmas på 65 mm negativ med en kamera. Med hjälp av en progressiv anamorph lins kunde dock fortfarande samma bredd mot höjdförhållande erhållas. Visningskopiorna var 70 mm. Den första filmen som fick premiär som en "Cinerama Single Film, Single Lens Projection Presentation" var En ding, ding, ding, ding värld från 1963. Ett annat exempel på film som filmats med 65 mm Cinerama är År 2001 – ett rymdäventyr från 1968. Sist ut blev Krakatoa, öster om Java från 1969.

## Cinerama på svenska biografer
- Vinterpalatset, Stockholm: 1960 - 1964 med modifierade Cinemiracle-projektorer
- Draken, Göteborg: Enda "riktiga" Cinerama-biografen i landet
- Royal, Malmö: Modifierade Cinemiracle-projektorer